# Sint-Wenceslauskerk (Vršovice)

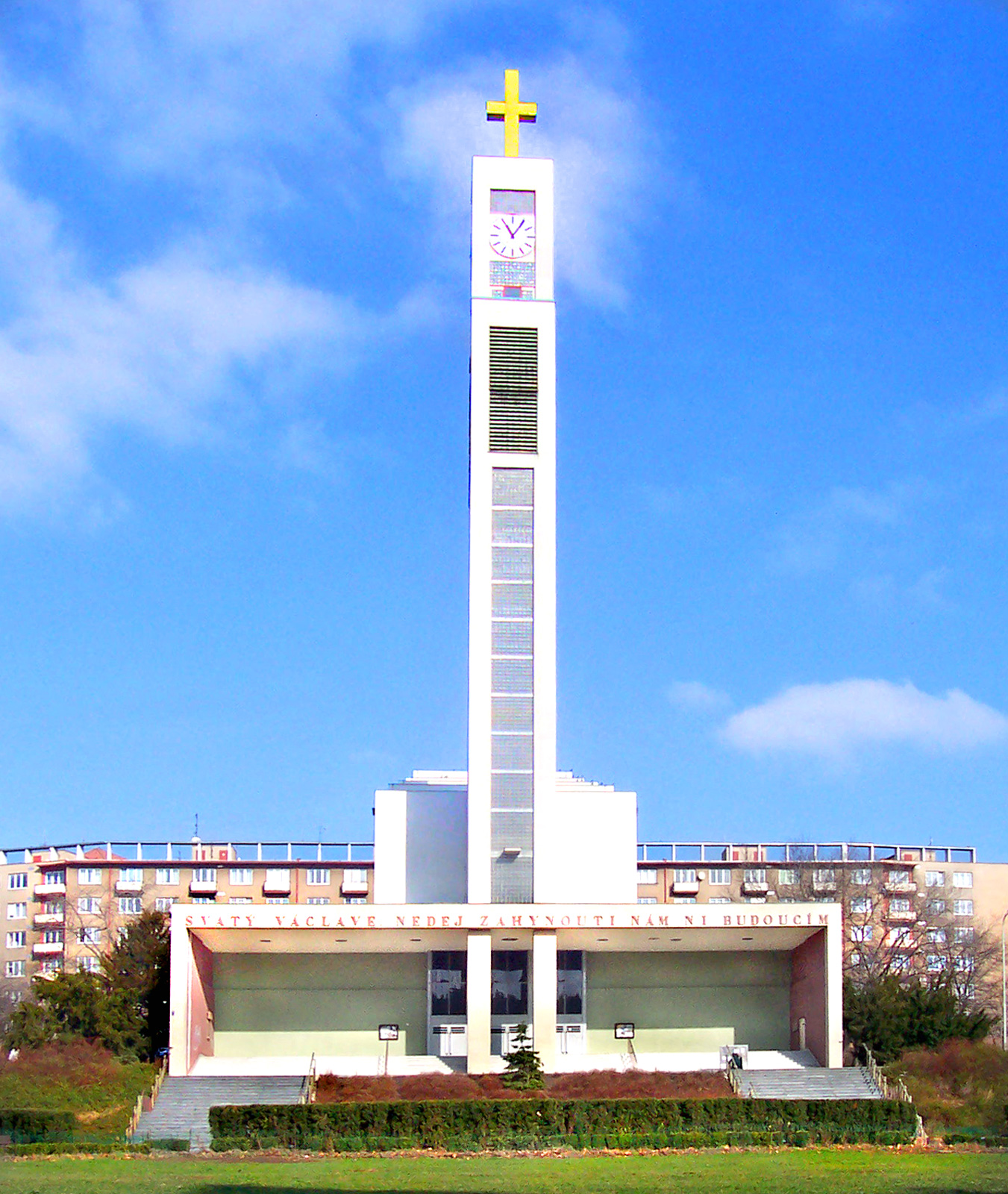
De Sint-Wenceslauskerk

De Sint-Wenceslauskerk (Tsjechisch: Kostel svatého Václava) is een kerk in de wijk Vršovice van de Tsjechische hoofdstad Praag. De kerk staat op het Náměstí Svatopluka Čecha (Svatopluk Čech-plein). De Sint-Wenceslauskerk werd gebouwd tussen 1929 en 1930 onder leiding van architect Josef Gočár. De kerk, die gewijd is aan Wenceslaus de Heilige, is gebouwd in functionalistische stijl.